# Queen Bee
Queen Bee (bra: Os Amores Secretos de Eva; prt: A Abelha Mestra) é um filme noir estadunidense de 1955, do gênero drama, dirigido por Ranald MacDougall, estrelado por Joan Crawford, e coestrelado por Barry Sullivan, Betsy Palmer e John Ireland. O roteiro de MacDougall foi baseado no romance "The Queen Bee" (1949), de Edna L. Lee.
A trama retrata a história de uma família sulista dominada por uma mulher implacável, e o estrago que suas ameaças e intimidações causam aos que a rodeiam.

## Sinopse
Eva Phillips (Joan Crawford) é uma maldosa socialite sulista, obcecada pelo poder. A mansão de sua família torna-se um ambiente gélido, por onde perambulam suas vítimas atormentadas e destruídas. Os alvos do ódio de Eva são: Avery (Barry Sullivan), seu marido amargo e alcoólatra; e Carol Lee (Betsy Palmer), sua cunhada. Quando Carol Lee anuncia que vai se casar com Judson Prentiss (John Ireland), ex-namorado de Eva, a mulher começa a fazer de tudo para impedir.

## Elenco
- Joan Crawford como Eva Phillips
- Barry Sullivan como Avery Phillips
- Betsy Palmer como Carol Lee Phillips
- John Ireland como Judson Prentiss
- Lucy Marlow como Jennifer Stewart
- William Leslie como Ty McKinnon
- Fay Wray como Sue McKinnon
- Katherine Anderson como Srta. Breen
- Tim Hovey como Ted Phillips
- Linda Bennett como Tessa Phillips

## Recepção
Bosley Crowther, em sua crítica para o The New York Times, observou que "[A Srta. Crawford] é o auge da maldade melíflua e da insinceridade franca". William K. Zinsser, em sua crítica para o New York Herald Tribune, escreveu: "A Srta. Crawford desempenha seu papel com uma vilania tão sedosa que desejamos vê-la dispensada".

## Prêmios e indicações
| Ano  | Cerimônia | Categoria                           | Indicado     | Resultado | Ref.        |
| ---- | --------- | ----------------------------------- | ------------ | --------- | ----------- |
| 1956 | Oscar     | Melhor fotografia em preto e branco | Charles Lang | Indicado  | [ 7 ] [ 8 ] |
| 1956 | Oscar     | Melhor figurino em preto e branco   | Jean Louis   | Indicado  | [ 7 ] [ 8 ] |

## Mídia doméstica
Em 2001, o filme foi lançado em DVD para a Região 1, pela Sony Pictures Home Entertainment. Em novembro de 2012, a produção também foi relançada na box set de quatro discos "Joan Crawford in the 1950s", pela TCM Vault Collection. Em 8 de novembro de 2013, foi relançado novamente em DVD pelo programa on-line "Choice Collection", da Sony Pictures Home Entertainment. Antes de todos os lançamentos em DVD, o filme foi lançado em VHS no início de 1990.